# BANANA SCHOOL
《BANANA SCHOOL》(바나나 스쿨)은 나하란의 순정 만화로, 2002년 9월 1일부터 2003년 1월 20일까지 8권에 걸쳐 연재되었다.

## 줄거리
주인공인 나나는 평범한 여학생으로, 아버지의 바나나 사업이 크게 번창하면서 아버지와 원수지간인 남녀학교를 통합하기 위해 스파이로 투입되면서 기숙사에 잠입한다. 그런데 나나의 룸메이트인 유진의 정체는 진짜 여자가 아니라 여장남자. 이런 기막힌 상황은 나나의 앞에 닥친 험난한 여정을 예고한다.